# Sadyattes I.

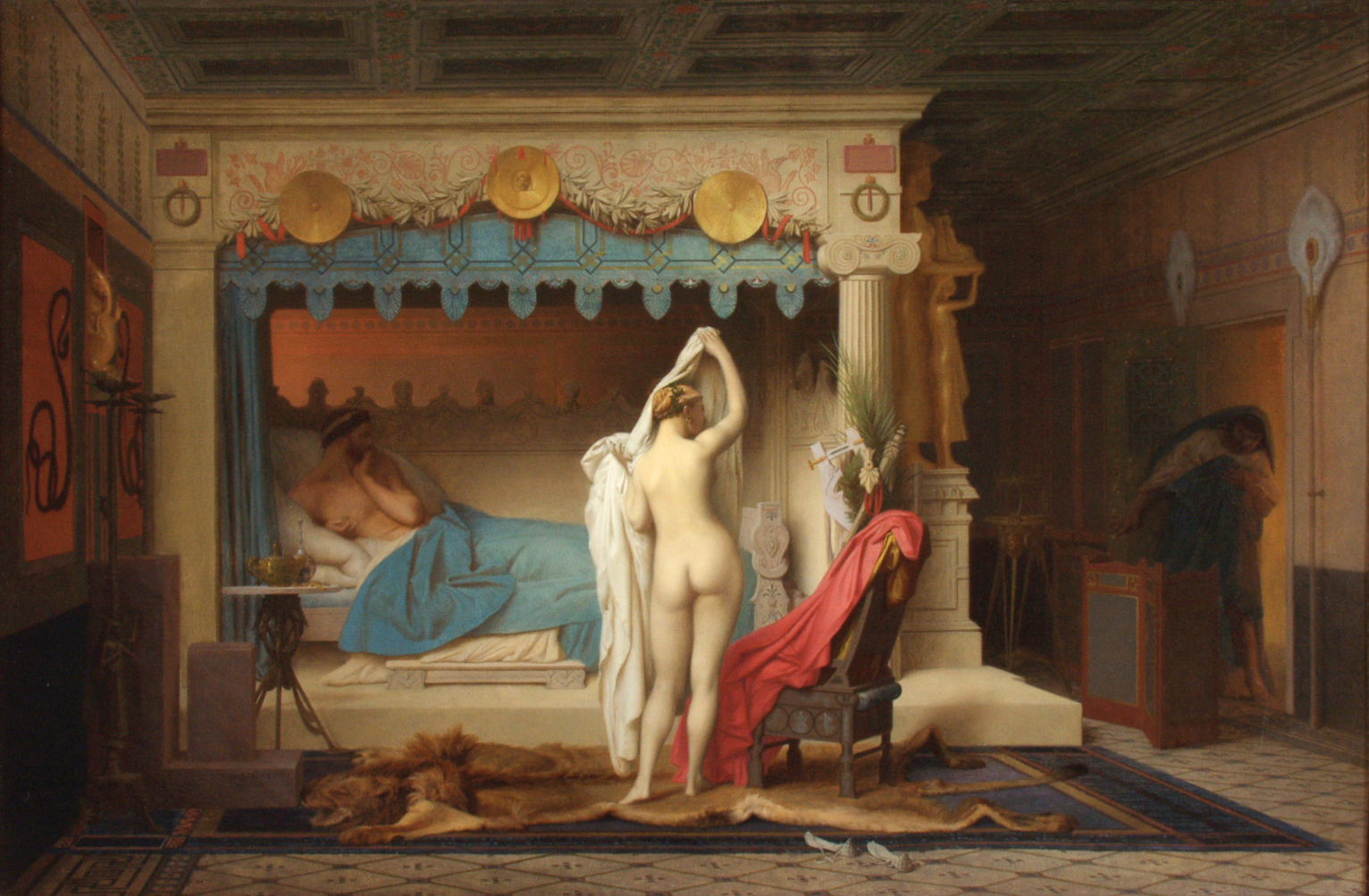
Jean-Léon Gérôme – Kandaules

Sadyattes I. (altgriechisch Σαδυάττης Sadyáttēs, aus dem Lydischen etwa „starker Vater“), laut Herodot von den Griechen Myrsilos (Μυρσίλος Myrsílos) genannt, war ein sagenhafter König von Lydien (westliches Kleinasien, heute Türkei). Sein religiöser Titel war Kandaules (Κανδαύλης Kandaúlēs). Seine Herrschaftszeit ist unsicher, es finden sich unter anderem die Angaben 733–716 v. Chr., 728–711 v. Chr.; † 680 v. Chr.

## Leben
Sadyattes I. gilt als letzter König der Herakleiden-Dynastie und damit als Nachkomme des Herakles. Er war der Sohn seines Vorgängers Meles (bzw. Myrsos).
Entthront wurde Sadyattes I. durch Gyges, den Begründer der Mermnaden-Dynastie, auf Geheiß seiner Gattin, welche danach von Gyges zur Frau genommen wurde.

## Legende
Der Legende nach war Gyges ein enger Jugendfreund des Sadyattes (Herodot 1,8–13). Dieser sei auf die Schönheit seiner Frau Nyssia (nach anderen Versionen Ludo) so stolz gewesen, dass er sie Gyges nackt gezeigt habe (siehe Candaulismus). Die beleidigte Königin habe daraufhin Gyges angewiesen, entweder Suizid zu begehen oder Sadyattes zu ermorden und sich an seine Stelle zu setzen.
In einer von vielen anderen Versionen der Sage ermordet Gyges Sadyattes mit Hilfe eines unsichtbar machenden Ringes.
Diese beiden Sagenfassungen werden in Friedrich Hebbels Drama Gyges und sein Ring verbunden, ebenso in Théophile Gautiers Erzählung Le Roi Candaule. Auf André Gides gleichnamigem Stück beruht Alexander Zemlinskys Oper Der König Kandaules.